# Kerry O'Brien
Kerry Dennis O'Brien  (né le 17 avril 1946 à Quorn) est un athlète australien spécialiste du 3 000 mètres steeple.

## Biographie
Médaillé d'argent du 3 000 m steeple lors des Jeux de l'Empire britannique et du Commonwealth de 1966, derrière le Néo-zélandais Peter Welsh, il se classe quatrième des Jeux olympiques de 1968, à 2/100 de seconde seulement de l'Américain George Young, médaillé de bronze. Le 4 juillet 1970, à Berlin, Kerry O'Brien établit un nouveau record du monde du 3 000 m steeple en 8 min 22 s 0, améliorant de 2/100 de seconde l'ancienne meilleure marque mondiale détenue depuis 1969 par le Soviétique Vladimir Dudin.
En 1971, il améliore, lors d'une tournée aux États-Unis d'Amérique, la meilleure performance mondiale sur le 2 miles en salle dans le temps de 8 min 19 s 2 [2].

### Palmarès
| Date | Compétition                                     | Lieu      | Résultat | Épreuve         |
| ---- | ----------------------------------------------- | --------- | -------- | --------------- |
| 1966 | Jeux de l'Empire britannique et du Commonwealth | Kingston  | 8e       | Mile            |
| 1966 | Jeux de l'Empire britannique et du Commonwealth | Kingston  | 2e       | 3 000 m steeple |
| 1968 | Jeux olympiques                                 | Mexico    | 4e       | 3 000 m steeple |
| 1970 | Jeux du Commonwealth britannique                | Édimbourg | 8e       | 10 000 m        |

### Records
| Épreuve         | Performance   | Lieu | Date |
| --------------- | ------------- | ---- | ---- |
| 3 000 m steeple | 8 min 21 s 98 |      | 1970 |